# Walter Niens

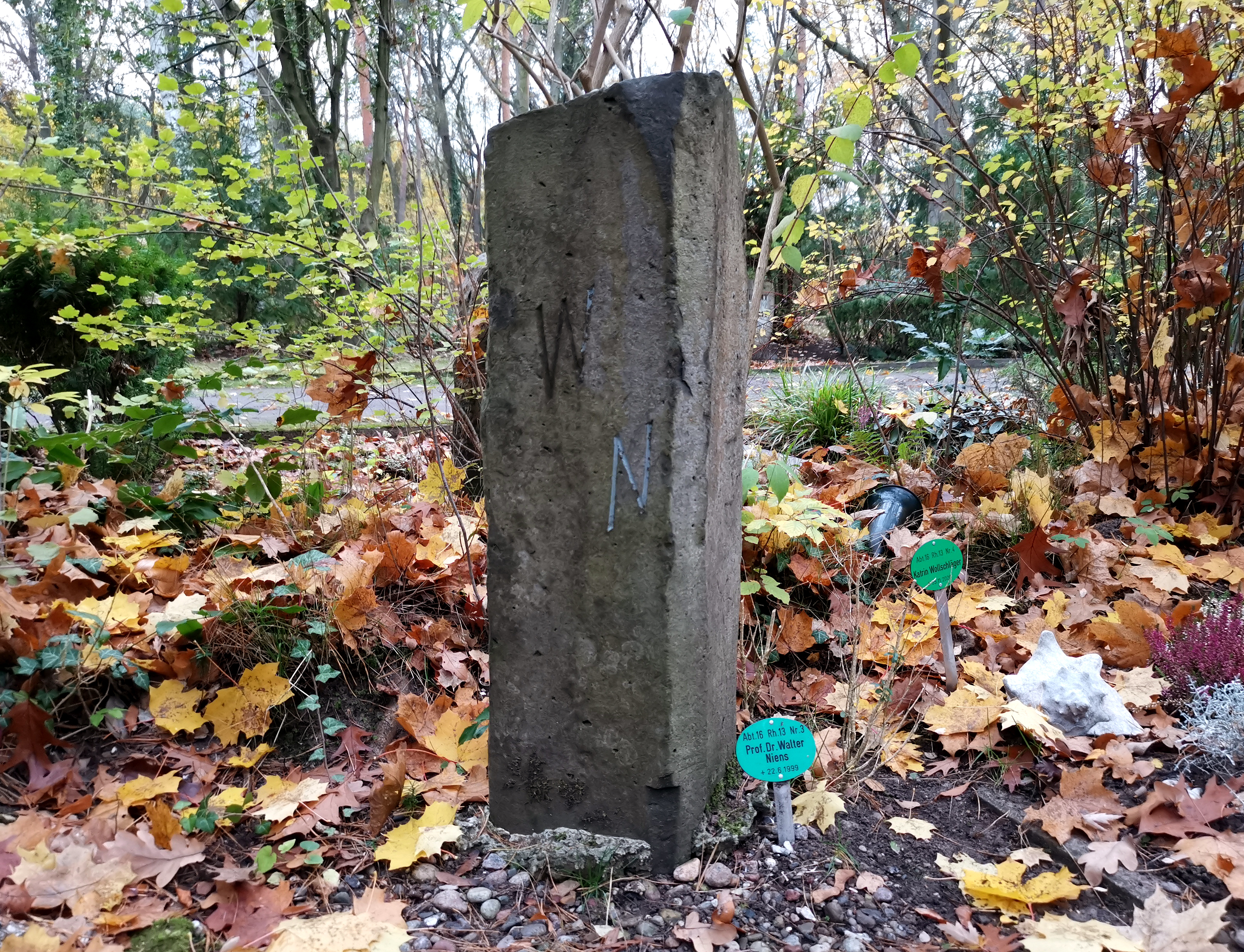
Grab auf dem Friedhof Berlin-Frohnau

Walter Niens (* 14. Juli 1905; † 22. Juni 1999) war Professor an der TU Berlin und Mitglied des Vorstandes der AEG.

## Lebensstationen
Niens studierte in Frankfurt am Main Elektrotechnik und Pädagogik. Dort trat er der Frankfurter Burschenschaft Arminia bei. Von der Technischen Hochschule Danzig, dort war er seit 1. April 1933 wissenschaftlicher Assistent, wurde er im Jahre 1936 mit der Arbeit „Über Messung der Ergiebigkeit der Röntgenfluoreszenz mittels des Zählrohres“ zum Dr. rer. tech. promoviert.
Niens war seit 1956 Lehrbeauftragter der TU Berlin und ab 1958 Honorarprofessor. Zuletzt war er im Vorstand des AEG-Konzerns tätig.

## Mitgliedschaften
Niens wurde 1965 Ehrenmitglied der Berliner Mathematischen Gesellschaft, war von 1971 bis 1983 Vorstand der Gesellschaft von Freunden der TU Berlin e. V. (Ehrenmitglied ab 1987) und wurde 1979 anlässlich des hundertjährigen Bestehens der TU Berlin deren Ehrenmitglied.
Des Weiteren war Niens Mitglied der Physikalischen Gesellschaft zu Berlin.

## Familie
Prof. Dr. Niens war seit dem 3. Juli 1937 mit Dr. phil. Liselotte Johanna Helene Wülfing von Ditten, Tochter von Vizeadmiral Paul Wülfing von Ditten, verheiratet, mit der er zwei Kinder hatte, darunter der 1940 geborene Dr. rer. pol. Hans Joachim Niens, welcher Marthe le Viseur heiratete.